# Guylaine Dumont
Guylaine Dumont (Saint-Étienne-de-Lauzon, 9 oktober 1967) is een voormalige volleyballer en beachvolleyballer uit Canada. Ze nam als beachvolleyballer eenmaal deel aan de Olympische Spelen.

## Carrière

### Zaal
Dumont speelde van 1985 tot 1991 voor de Canadese volleybalploeg. Tussen 1990 en 1997 was ze actief in de Italiaanse en Japanse competities.

### Beach
Dumont debuteerde in 1995 met Becki Rose Lynn als beachvolleyballer in de FIVB World Tour. Het duo deed mee aan drie toernooien en kwam daarbij tot een zeventiende plaats in Busan. Het seizoen daarop speelde ze vier internationale wedstrijden met Barb Broen Ouellette met als beste resultaat een negende plaats in Busan. In 1997 deed Dumont met Kristine Drakich mee aan vijf reguliere toernooien in de World Tour. Ze behaalden daarbij vier negende plaatsen (Marseille, Espinho, Osaka en Busan). In Los Angeles namen ze deel aan de eerste wereldkampioenschappen. In de eerste ronde verloren ze van het Tsjechische tweetal Eva Celbová en Soňa Dosoudilová, waardoor ze als zeventiende eindigden. In het najaar deed Dumont met Kathy Tough mee aan de Salvador Open en het jaar daarop namen de twee deel aan zeven internationale toernooien met twee negende plaatsen (Toronto en Dalian) als beste resultaat. Met Drakich behaalde Dumont daarnaast een achtste plaats bij de Goodwill Games in New York.
Na een afwezigheid van drie jaar keerde Dumont in 2002 terug in de World Tour aan de zijde van Annie Martin, met wie ze tot en met 2004 een team vormde. Het eerste jaar namen ze deel aan het kwalificatietoernooi van de Gstaad Open en strandden ze in de groepsfase van de Montreal Open. Het daaropvolgende seizoen kwam het duo bij elf toernooien in actie. In Lianyungang bereikten ze voor het eerst de kwartfinales van een mondiaal toernooi. Bij de WK in Rio de Janeiro werden ze in de achtste finale uitgeschakeld door de Amerikanen Holly McPeak en Elaine Youngs. In 2004 speelden Dumont en Martin op acht toernooien in de World Tour. In Stavanger eindigden ze als vierde en in Gstaad en Berlijn behaalden ze een negende plaats. Het duo kwalificeerde zich voor de Olympische Spelen in Athene. Daar bereikten ze de kwartfinale waar ze werden uitgeschakeld door de latere kampioenen Misty May en Kerri Walsh. Het jaar daarop nam Dumont met Caroline Fiset deel aan zes toernooien in de internationale competitie, waarbij ze niet verder kwam dan twee zeventiende plaatsen (Milaan en Montreal). In Montreal speelde Dumont bovendien haar laatste internationale wedstrijd.

## Palmares
Kampioenschappen
- 2003: 9e WK
- 2004: 5e OS